# Frente de la Esperanza 2021
El Partido Frente de la Esperanza 2021 es un partido político reformista peruano de centro político. Fundado en 2020 por el excongresista y ministro de gobierno Fernando Olivera, el partido se organiza como sucesor directo del desaparecido Frente Esperanza, que perdió su inscripción en el Jurado Nacional de Elecciones al no superar el umbral electoral en las Elecciones generales de Perú de 2016.

## Historia
Tras los resultados de las elecciones generales del 10 de abril de 2016, el candidato presidencial Fernando Olivera anunció que fundaría un partido sucesor del Frente Esperanza para postularse nuevamente para la presidencia de Perú en las elecciones generales del 2021.
El 29 de septiembre de 2020, un día antes de la fecha límite para que los partidos políticos se inscriban en el Jurado Nacional de Elecciones para poder participar en las próximas elecciones generales, Olivera presentó el registro para su nuevo partido y anunció su candidatura a la presidencia del Perú. Fue ratificado como candidato presidencial el 6 de diciembre de 2020, con el voto unánime de 41 delegados regionales.

## Ideología y posición
La ideología del Frente de la Esperanza 2021 se basa en una fuerte retórica anticorrupción impulsada por su líder, Fernando Olivera. Entre sus posiciones, el partido aboga por una reforma y reestructuración total del Estado peruano, alegando la corrupción como la principal "enfermedad" que ha pervertido la historia del Perú desde los inicios de la república. El año 2021 se destaca como parte de las celebraciones del bicentenario del Perú el 28 de julio de 2021.
Su símbolo tiene la misma escoba usada como logo oficial del desaparecido Frente Independiente Moralizador, el primer partido fundado por Olivera en 1990, y disuelto en 2006 tras la pérdida del registro del partido, con los bordes de color Verde.

## Participación electoral

### Elecciones generales del 2021
El partido inicia su participación electoral en las elecciones generales del 2021, en cual se presentó el fundador del partido, Fernando Olivera Vega como candidato presidencial, acompañado de la ingeniera Elizabeth León Chinchay como primera vicepresidenta y al exgobernador del Cuzco, Carlos Cuaresma Sánchez como segundo vicepresidente.
| Candidatos            | Candidatos              | Candidatos              |
| Presidencia           | 1.º Vicepresidencia     | 2.º Vicepresidencia     |
| --------------------- | ----------------------- | ----------------------- |
| Fernando Olivera Vega | Elizabeth León Chinchay | Carlos Cuaresma Sánchez |

Sin embargo, su candidatura quedaria improcedente debido a que el partido no cumplió con los requisitos de registro para participar en las elecciones generales, de igual manera, retiraron sus candidaturas al Congreso de la República. 

### Elecciones regionales y municipales de 2022
A pesar de no participar en las elecciones del 2021, el partido participa en las elecciones regionales y municipales del 2022, obteniendo un gobernador regional electo, siendo el departamento de Apurímac; a su vez, el partido obtiene 4 alcaldías provinciales, siendo las provincias de Andahuaylas, Aymaraes y Chincheros en Apurímac y San Marcos en Cajamarca, y 35 alcaldías distritales.

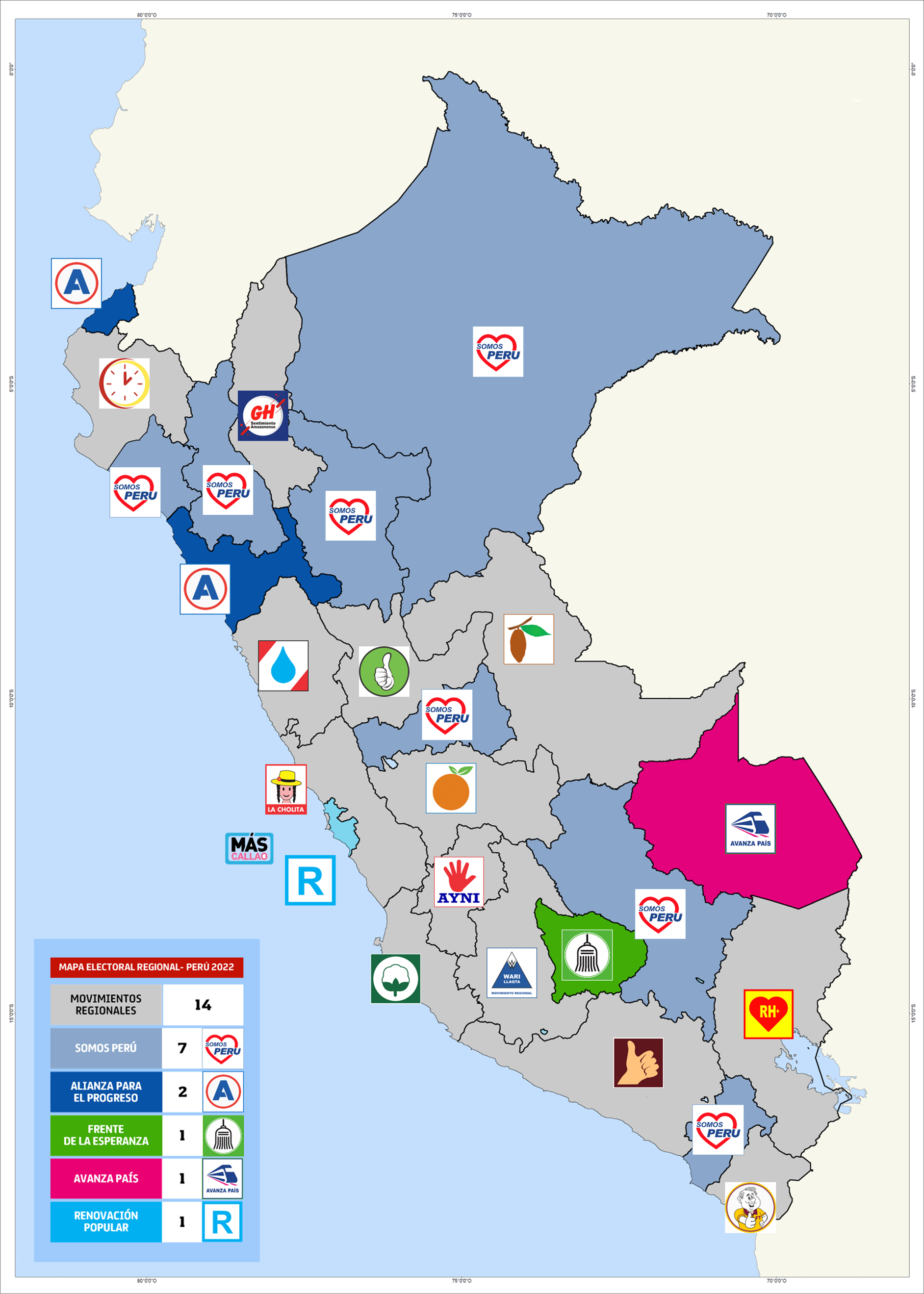
Resultados Electorales en los Gobiernos Regionales, Frente de la Esperanza obtiene un Gobierno Regional en el departamento de Apurímac.

Gobernadores Regionales electos por Frente de la Esperanza
| Región   | Gobernador Regional |
| -------- | ------------------- |
| Apurímac | Percy Godoy Medina  |

Alcaldes Provinciales electos por Frente de la Esperanza
| Región    | Provincia   | Alcalde                   |
| --------- | ----------- | ------------------------- |
| Apurímac  | Andahuaylas | Abel Serna Herrera        |
| Apurímac  | Aymaraes    | Gustavo Carrillo Segovia  |
| Apurímac  | Chincheros  | Alejandro Gutiérrez Ortiz |
| Cajamarca | San Marcos  | Santos Rojas Arzabe       |

A nivel de Lima, se presentó la ingeniera y excandidata a la vicepresidencia, Elizabeth León Chinchay como candidata a la alcaldía de Lima, quedando en cuarto lugar con el 10.92% de votos.

## Resultados electorales

### Elecciones presidenciales
| Año  | Fórmula presidencial | Fórmula presidencial | Fórmula presidencial | Fórmula presidencial | Votos | %               | Resultado | Notas                                             |
| Año  | Presidente           | Presidente           | Vicepresidentes      | Vicepresidentes      | Votos | %               | Resultado | Notas                                             |
| ---- | -------------------- | -------------------- | -------------------- | -------------------- | ----- | --------------- | --------- | ------------------------------------------------- |
| 2021 |                      | Fernando Olivera     | 1.º                  | Elizabeth León       | N/D   | N/D             | N/D       | No culminó el proceso de inscripción del partido. |
| 2021 | 2.º                  | Fernando Olivera     | Carlos Cuaresma      |                      | N/D   | N/D             | N/D       | No culminó el proceso de inscripción del partido. |
| 2026 |                      | Por definir          | 1.º                  | Por definir          |       | \| \| 0.00 % \| |           |                                                   |
| 2026 | 2.º                  | Por definir          | Por definir          |                      |       | \| \| 0.00 % \| |           |                                                   |
|      | 0.00 %               |                      |                      |                      |       |                 |           |                                                   |

### Elecciones parlamentarias
| Año  | Congresistas | Congresistas | Congresistas | Posición | Notas                                             |
| Año  | Votos        | %            | Escaños      | Posición | Notas                                             |
| ---- | ------------ | ------------ | ------------ | -------- | ------------------------------------------------- |
| 2021 | N/A          | N/A          | 0/130        | N/A      | No culminó el proceso de inscripción del partido. |

### Elecciones regionales y municipales
| Año  | Gobiernos Regionales | Alcaldías Provinciales | Alcaldías Distritales |
| Año  | Representantes       | Representantes         | Representantes        |
| ---- | -------------------- | ---------------------- | --------------------- |
| 2022 | 1/25                 | 4/196                  | 35/1694               |